# Albaida (kommunhuvudort)
Albaida är en kommunhuvudort i Spanien.   Den ligger i provinsen Província de València och regionen Valencia, i den östra delen av landet, 300 km sydost om huvudstaden Madrid. Albaida ligger 328 meter över havet och antalet invånare är 6 257.
Terrängen runt Albaida är kuperad söderut, men norrut är den platt. Terrängen runt Albaida sluttar norrut.Runt Albaida är det ganska tätbefolkat, med 207 invånare per kvadratkilometer. Närmaste större samhälle är Ontinyent, 7,9 km väster om Albaida. 